# Conacul Bjozowskz
Conacul familiei Bjozowskz este un monument de arhitectură de importanță națională din localitatea Soloneț, raionul Soroca (Republica Moldova), construit la începutul secolului al XX-lea.
La începutul veacului XX, în Soloneț a fost construit un conac pe moșia nobililor de origine poloneză Bjozowskz. În preajmă au fost ridicate și acareturile necesare unei astfel de gospodării, aici fiind plantat și un parc cu o alee frumoasă. Peste ani clădirea principală, care este monument de arhitectură de importanță națională, a fost adaptată și reparată, astfel încât i s-a știrbit din frumusețea de altădată. După ocuparea Basarabiei moșia și conacul au fost naționalizate, aici fiind creată o școală pentru băieți cu deficiențe de comportament, ce a funcționat până în 2010.

## Vezi și
- Lista conacelor din Republica Moldova